# Franssenia hirundella
Franssenia hirundella är en tvåvingeart som beskrevs av Schmitz 1931. Franssenia hirundella ingår i släktet Franssenia och familjen puckelflugor. Inga underarter finns listade i Catalogue of Life.